# Хинная кислота
Хинная кислота — одноосновная полигидроксикарбоновая кислота состава C7H12O6. Представляет собой кристаллическое вещество, содержащееся в коре хины, кофейных зёрнах и многих других растениях. Хинную кислоту получают синтетически гидролизом хлорогеновой кислоты.

## Биосинтез
Исходными соединениями для биосинтеза хинной кислоты служат фосфоенолпировиноградная кислота и d-эритрозо-4-фосфат, которые под действием фермента образуют 3-дезокси-d-арабино-гепт-2-улозонат-7-фосфат (ДАГФ), после чего происходит отщепление фосфатного остатка и циклизация в 3-дегидрохинную кислоту, из которой затем получается хинная кислота. Данная схема, являющаяся частью шикиматного пути, доказана для микроорганизмов, однако в высших растениях также были обнаружены ферментные системы, предназначенные для осуществления данной схемы.

## Химические свойства
При нагревании до 200—250 °С хинная кислота превращается в γ-лактон — хинид.

## Распространение в природе
Хинная кислота была впервые выделена Гофманом в 1790 году из коры хинного дерева. Хинная кислота часто накапливается в растениях в значительных количествах. В частности, из молодых побегов ели удавалось выделить 13,4 % хинной кислоты (в пересчёте на массу сухого сырья). Также данное соединение обнаружено в табаке, сливах, яблоках, винограде, чернике, клюкве, зёрнах кофе, плодах айвы и др.
Был предложен количественный метод выделения хинной кислоты из фруктов, основанный на относительно высокой растворимости её кальциевой и свинцовой солей по сравнению с солями этих металлов и других органических кислот.